# 斯科訥鎮區 (明尼蘇達州基特遜縣)
斯科訥鎮區（英語：Skane Township）是位於美國明尼蘇達州基特遜縣的一個行政鎮區。

## 歷史
斯科訥鎮區於1887年設立，得名自瑞典舊省斯科訥。

## 地方資料
斯科訥鎮區的面積為91.69平方千米，當中陸地面積為91.54平方千米，而水域面積為0.15平方千米。根據2020年美國人口普查的數據，當地共有人口45人，而人口密度為每平方千米0.49人。